# Prenoceratops
Prenoceratops („zahnutá rohatá tvář“) byl rod malého býložravého dinosaura, vývojově primitivní zástupce skupiny Ceratopsia (čeleď Leptoceratopsidae). Znám je z dobrých pozůstatků mladých jedinců, zatím však byla v literatuře popsaná jen lebka. Žil před přibližně 74,3 miliónu let (geologický věk kampán) v ekosystémech souvrství Two Medicine na území dnešní Montany (USA).

## Popis
Prenoceratops byl dlouhý jen kolem 1,3 metru a vážil asi 20 kilogramů. Podle paleontologa Thomase R. Holtze, Jr. však dosahoval délky až kolem 3 metrů. Patřil mezi primitivní rody „rohatých dinosaurů“. Neměl výrazné rohy, ani kostěný límec. Disponoval však silným zobákem a typickým znakem podřádu Marginocephalia - vystupujícími lícními kostmi. V rámci infrařádu Ceratopsia patřil do čeledi Leptoceratopsidae, pojmenované na základě rodu Leptoceratops, žijícího o něco později, kterého vzhledem silně připomínal. Prenoceratops však měl relativně delší kostěný límec a nižší, protáhlejší lebku. Byl popsán Brendou J. Chinneryovou v roce 2004 a je dosud jediným leptoceratopsidem, popsaným z hromadného ložiska fosilií.

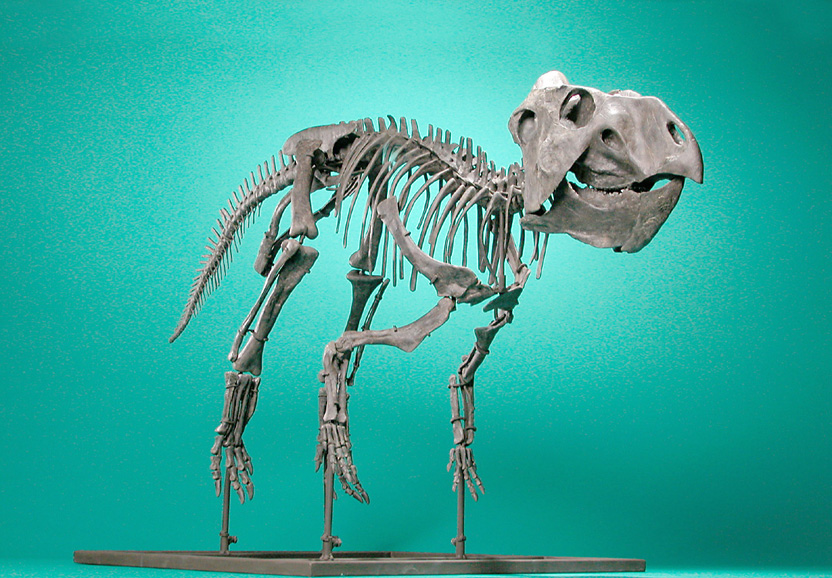
Kostra prenoceratopse v expozici The Childrens Museum of Indianapolis